# Mullinavat
Mullinavat (iriska: Muileann an Bhata) är en ort i republiken Irland.   Den ligger i grevskapet Kilkenny och provinsen Leinster, i den sydöstra delen av landet, 120 km sydväst om huvudstaden Dublin. Mullinavat ligger 72 meter över havet och antalet invånare är 259.